# 1984년 동계 올림픽 이집트 선수단

1984년 동계 올림픽 이집트 선수단은 유고슬라비아 사라예보에서 개최된 1984년 동계 올림픽에 참가한 올림픽 이집트 선수단이다. 이 대회에 처음을 참가한 이후 한번도 동계 올림픽에는 참가하지 않고 있다. 이 대회에서는 이집트에서 혼자 온 자밀 엘 리디가 참가하였는데, 이 올림픽에서 선수들 중 가장 긴 이름을 여권에 가지고 있었다.

## 참조
- 올림픽 공식 결과 보관됨 2012-02-04 - 웨이백 머신